# Dobrodošli
Dobrodošli är en låt framförd av den montenegrinska sångerskan Nina Žižić. Låten, som är skriven av Boris Subotić och Violeta Mihajlovska Milić, representerade Montenegro i Eurovision Song Contest 2025 i Basel i Schweiz. Bidraget gick inte vidare till final.